# モンティチェッリ・ブルザーティ
モンティチェッリ・ブルザーティ（伊: Monticelli Brusati）は、イタリア共和国ロンバルディア州ブレシア県にある、人口約4,500人の基礎自治体（コムーネ）。

## 地理

### 位置・広がり

#### 隣接コムーネ
隣接するコムーネは以下の通り。
- イゼーオ
- オーメ
- パッシラーノ
- ポラーヴェノ
- プロヴァーリオ・ディゼーオ
- ロデンゴ＝サイアーノ

### 地震分類
イタリアの地震リスク階級 (it) では、3 に分類される
。

## 行政

### 山岳部共同体
広域行政組織である山岳部共同体「セビーノ・ブレシャーノ山岳部共同体」 (it:Comunità montana del Sebino Bresciano) （事務所所在地: サーレ・マラジーノ）を構成するコムーネの一つである。